# Pigalle Club

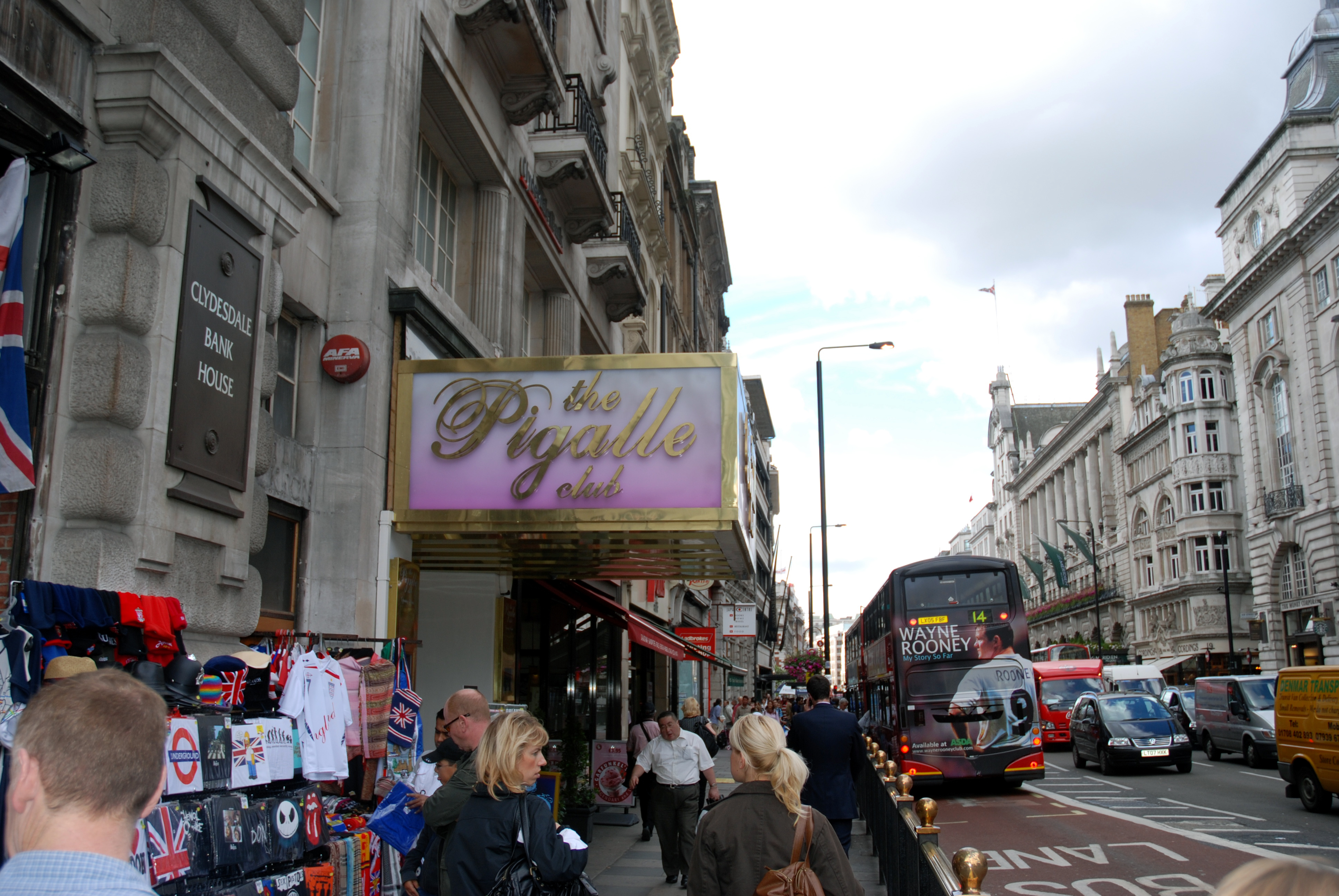
Pigalle Club, 2007

Pigalle Club – klub muzyczny położony na ulicy Piccadilly w dzielnicy West End w centrum Londynu, tuż przy Piccadilly Circus. Ostatnim właścicielem obiektu był Vince Power.
Oryginalnie znajdujący się w innej części Piccadilly, klub otworzył się na nowo w kwietniu 2006. Wystrój lokalu zaprojektowali Stephen Donald i Shaun Clarkson, a nawiązywał on do stylu lat 40. XX wieku. Pigalle Club oferował wytworne wnętrze, wykwintne posiłki oraz rozrywkę sceniczną, w tym muzykę wykonywaną wyłącznie na żywo. Występujący tam muzycy najczęściej śpiewali jazz, lecz także soul i pop. Pigalle Club gościł również artystów wykonujących kabaret i burleskę.
21 kwietnia 1963 w oryginalnym Pigalle Club zagrali koncert The Beatles. 12 września 1965 miał tam miejsce występ Shirley Bassey, który następnie został wydany na albumie koncertowym Shirley Bassey at the Pigalle. W klubie występowali również m.in. Peggy Lee, Duffy, Eartha Kitt, Boy George, Sinéad O’Connor, Horace Andy, a także polska wokalistka Basia.
Klub został zamknięty w 2012 roku, a w 2014 zastąpił go nowy lokal, Warewolf, który jednak po pewnym czasie także został zamknięty.